# Lyceum Theatre (Broadway)
Il Lyceum Theatre, precedentemente noto come New Lyceum Theatre, è un teatro di Broadway sito nel quartiere di Midtown Manhattan a New York.

## Storia
Il teatro aprì al pubblico il 2 novembre 1903 con il nome di New Lyceum Theatre, per distinguerlo dai due precedenti teatri newyorchesi chiamati Lyceum Theatre: il primo fu in attivitò sulla quattordicesima strada dal 1871 al 1879, il secondo sulla Fourth Avenue dal 1885 al 1902. Dal 1903 al 1915 Charles Frohman fu il manager del teatro e durante questo periodo il Lyceum presentò soprattutto varietà e commedie leggere con apprezzati protagonisti come Ethel Barrymore, Fanny Brice, Billie Burke, Ina Claire, Miriam Hopkins, Walter Huston, Basil Rathbone e Cornelia Otis Skinner.
Nel 1952 la Shubert Organization acquistò il teatro e da allora il Lyceum ha presentato un programma di musical e opere di prosa. Il teatro cominciò a presentare le prime statunitensi di drammi britannici che avevano ottenuto un grande successo in patria, tra cui Ricorda con rabbia (1957), Sapore di miele (1960) ed Entertaining Mr Sloane (1965). Negli anni ottanta il teatro si è distinto per la sua programmazione politicamente impegnata che, in mezzo a spettacoli più leggeri, trattava tematiche contemporanee come l'Apartheid (Master Harold... and the Boys, 1982) e l'AIDS (As Is, 1985).
Nel XXI secolo il teatro ha presentato le prime del dramma Premio Pulitzer I Am My Own Wife (2003) e de Il tenente di Inishmore di Martin McDonagh (2007). Altre produzioni notevoli messe in scena al teatro sono state In the Next Room (2009), Venere in pelliccia (2012), il dramma Premio Pulitzer Disgraced (2014), l'ultimo musical di John Kander e Fred Ebb The Visit (2015) e un acclamato revival di Uno sguardo dal ponte per la regia di Ivo van Hove (2015).